# Velika bengalska glad 1770.
Velika bengalska glad iz 1770. (beng. ১৬-अर्मनबंत्र) bila je glad između 1769. i 1773. (1176. do 1180. po bengalskom kalendaru) koja je zahvatila niži dio Indogangeske nizine u Britanskoj Indiji od Bihara do regije Bengal. Procjenjuje se da je glad uzrokovala smrt oko 10 milijuna ljudi, a izvješće Warrena Hastingsa iz 1772. procjenjuje da je trećina stanovništva u pogođenom području umrla od gladi. Rajat Data procjenjuje mnogo niži revidirani broj, u rasponu od oko 2 milijuna mrtvih unutar 6-7 mjeseci.
Smatralo se da su neuspjeh usjeva u jesen 1768. i ljeto 1769. i popratna epidemija velikih boginja očiti razlozi gladi. Istočnoindijska kompanija povećala je prikupljanje poreza zbog nedostatka obučenih administratora, a prevladavajuća neizvjesnost pogoršala je učinak gladi. Ostali čimbenici koji su pridonijeli pritisku bili su: trgovci žitom prestali su nuditi predujam žitarica poljoprivrednicima, ali je tržišni mehanizam za izvoz trgovačkog žita u druge regije ostao na snazi; Istočnoindijska kompanija kupila je velik dio riže za svoju vojsku; a privatni službenici tvrtke i njihovi indijski Gomastiji napravili su lokalne monopole nad žitom. Do kraja 1769., cijene riže porasle su dva puta, a 1770. porasle su još tri puta. U Biharu je kontinuirani prolaz vojske u ionako sušnom području pogoršao uvjete. Istočnoindijska kompanija pružila je malo pomoći kroz izravne napore; niti je smanjila poreze, iako je njena sposobnost da to učini možda bila ograničena.
Ova glad je jedna od mnogih gladi i epidemija izazvanih glađu koje su poharale Indijski potkontinent tijekom 18. i 19. stoljeća. Obično se pripisuje kombinaciji vremena i politike Britanske istočnoindijske kompanije. Početak gladi pripisuje se slabom monsunu 1769., koji je izazvao raširenu sušu i dva uzastopna propadanja uroda riže. Ratna razaranja i eksploatatorske politike maksimiziranja poreznih prihoda grabežljive Britanske istočnoindijske kompanije nakon 1765. osakatile su ekonomske resurse ruralnog stanovništva.
Indijski ekonomist Amartya Sen, dobitnik Nobelove nagrade, opisuje to kao glad koju je izazvao čovjek, napominjući da u Bengalu u tom stoljeću nije bilo gladi, a regija pod muslimanskom vlašću bila je jedna od najvećih svjetskih gospodarskih sila i bila je nadomak proto -industrijalizacije. Povjesničar William Dalrymple vjerovao je da su deindustrijalizacija Bengala i britanska politika bili razlozi za masovnu glad i raširene zločine.